# Kungsnäs
Kungsnäs is een plaats in de gemeente Sundsvall in het landschap Medelpad en de provincie Västernorrlands län in Zweden. De plaats heeft 128 inwoners (2005) en een oppervlakte van 25 hectare. De plaats ligt iets ten westen van de stad Sundsvall.